# Unterschwaningen
Unterschwaningen è un comune tedesco di 892 abitanti, situato nel land della Baviera.

## Storia
Sono presenti sul suo territorio le rovine di un forte di epoca romana appartenente al sistema difensivo del limes germanico-retico.